# Tollet
Tollet è un comune austriaco di 900 abitanti nel distretto di Grieskirchen, in Alta Austria.